# サント・ステーファノ・ディ・ロリアーノ
サント・ステーファノ・ディ・ロリアーノ（イタリア語: Santo Stefano di Rogliano）は、イタリア共和国カラブリア州コゼンツァ県にある、人口約1,700人の基礎自治体（コムーネ）。

## 地理

### 位置・広がり

#### 隣接コムーネ
隣接するコムーネは以下の通り。
- アプリリアーノ
- チェッララ
- マンゴーネ
- マルツィ
- パテルノ・カーラブロ
- ロリアーノ